# Friedefeld (Penkun)
Friedefeld ist ein Ortsteil der Stadt Penkun des Amtes Löcknitz-Penkun im Landkreis Vorpommern-Greifswald in Mecklenburg-Vorpommern.

## Geographie
Der Ort liegt drei Kilometer nordwestlich von Penkun. Der Nordwestrand der Gemarkung Friedefeld reicht bis an die Randow, die hier zugleich die Landesgrenze zum benachbarten Brandenburg bildet. Im Osten reicht die Gemarkung bis an die Ortslage von Wollin heran und im Süden wird sie durch die Bundesautobahn 11 begrenzt.
Die Nachbarorte sind Bagemühl im Norden, Battinsthal im Nordosten, Wollin im Osten, Penkun im Südosten, Sommersdorf, Radewitz und Schmölln im Südwesten, Schwaneberg im Westen sowie Albrechtshof und Battin im Nordwesten.

## Geschichte
Im Jahr 1714 wurde Friedefeld auf wüstliegendem Grund und Boden von Wollin als ein Vorwerk angelegt. Es war zu dieser Zeit ein Teil der Penkunschen Güter, die sich im Eigentum des Obersten Heinrich von der Osten befanden.
Friedefeld war ein Ortsteil der früheren Gemeinde Wollin. Zum 1. Januar 1999 wurden beide Orte nach Penkun eingemeindet und dort zu Ortsteilen.

## Verkehr
Der Ort ist nur über die Friedefelder Straße zu erreichen. Über diese Gemeindestraße ist er mit dem benachbarten Wollin verbunden und an die Kreisstraße VG 85 angeschlossen, über die Penkun erreicht werden kann.